# Piotr Zaradny
Piotr Zaradny (ur. 16 lutego 1972 w Krotoszynie) – polski kolarz szosowy. Zakończył karierę w 2008 roku.

## Najważniejsze sukcesy

### 2005
- 4. miejsce na pierwszym etapie wyścigu "Paths of King Nikola"

### 2004
- 4. miejsce w klasyfikacji generalnej w Tour de Maroc oraz 2 wygrane etapy
- 1. miejsce etap i prolog Szlakiem Grodów Piastowskich
- 1. miejsce na prologu Dookoła Mazowsza
- 1. miejsce i 2 etapy Dookoła Mazowsza